# Tony Bedeau
Anthony Charles Osmond Bedeau (Hammersmith, 24 de março de 1979 – Londres, 12 de fevereiro de 2025) foi um futebolista granadino que atuava como atacante. Nascido na Inglaterra, representou Granada em nível internacional.

## Carreira em clubes
Após jogar na base do Chelsea, Bedeau chegou ao Torquay United em 1995 e fez sua estreia aos 16 anos, entrando como substituto na partida contra o Cardiff City. Em julho de 1997, assinou seu primeiro contrato como profissional e tornou-se titular da equipe, chamando a atenção de equipes da Premier League com suas habilidades - ele chegou a treinar com o Sheffield Wednesday após uma indicação de Chris Waddle, ídolo dos Owls. O Torquay chegou a recusar uma proposta de 50 mil libras do Wednesday pelo atacante.
Em 2000–01, uma lesão atrapalhou Bedeau, que marcou apenas 5 gols em uma temporada decepcionante para os Gulls, mas ainda era procurado por outros times. O atacante recebeu propostas do Oxford United (que ofereceu 200 mil libras para contar com o jogador), rejeitada pelo Torquay, e do Rochdale (150 mil), recusada pelo próprio Bedeau, que renovaria seu contrato até 2003.
Em janeiro de 2002, após um mau início de temporada, foi listado para transferências pelo novo técnico do Torquay, Roy McFarland, e emprestado posteriormente ao Barnsley, tendo atuado em 3 partidas (todas como substituto) antes de ser reintegrado ao elenco dos Gulls, onde permaneceria até 2006, quando assinou com o Walsall.
Sua passagem pelos Saddlers durou apenas 18 partidas e um gol marcado, no empate por 1 a 1 com o Shrewsbury Town, sendo emprestado em fevereiro de 2007 para o Bury, onde também teve uma passagem rápida (3 jogos). Fora dos planos do Walsall, o atacante voltou ao Torquay United em junho de 2007 e assinou por uma temporada, atuando em 23 partidas antes de ser emprestado pela terceira vez na carreira, agora ao Weymouth, em março de 2008. Com a camisa dos Terras, Bedeau participou de 9 jogos e marcou um gol, na derrota por 4 a 2 para o Farsley Celtic. Somando as 2 passagens, o atacante disputou 330 jogos pela equipe (374, juntando todas as competições), marcando 58 gols (65 no total).
Dispensado pelo Torquay ao final da temporada, Bedeau assinou sem custos com o Kingstonian. Atuou nos 4 primeiros jogos dos Ks na temporada e marcou um gol, antes de ser afastado do elenco para resolver problemas pessoais em Torquay. O atacante foi reintegrado em março de 2009. mas não voltou a entrar em campo e foi dispensado.

## Carreira internacional
Nascido em Hammersmith, um distrito da região Oeste de Londres, Bedeau disputou 4 partidas pela Seleção Granadina, contra Guiana, Estados Unidos (ambas pelas eliminatórias da Copa de 2006) e Santa Lúcia (amistoso).

## Morte
Bedeau faleceu em 12 de fevereiro de 2025, aos 45 anos, de causas não reveladas.

## Títulos
Walsall
- League Two: 2006–07